# 甘木駅
甘木駅（あまぎえき）は、福岡県朝倉市甘木にある西日本鉄道（西鉄）と甘木鉄道の駅である。
2社の駅は100メートルほど離れており、別の駅舎と施設を持つ。また、1940年までは朝倉軌道、両筑軌道の甘木駅が現在の甘木バスセンターの場所に存在した。同社の甘木駅に関しては甘木バスセンターを、路線・会社の改廃に関してはそれぞれの路線の記事を参照のこと。

## 利用可能な鉄道路線
- 西日本鉄道
  - 甘木線 - 駅番号「A01」
- 甘木鉄道
  - 甘木線

## 西鉄 甘木駅

### 歴史
- 1921年（大正10年）12月8日：三井電気軌道の駅として開業。
- 1924年（大正13年）6月30日：九州鉄道に合併。同社の駅となる。
- 1942年（昭和17年）
  - 9月19日：九州電気軌道に合併。同社の駅となる。
  - 9月22日：九州電気軌道が西日本鉄道に社名変更。
- 2008年（平成20年）5月18日：ICカードnimoca供用開始。
- 2017年（平成29年）2月1日：駅ナンバリングを導入[1]。

### 駅構造

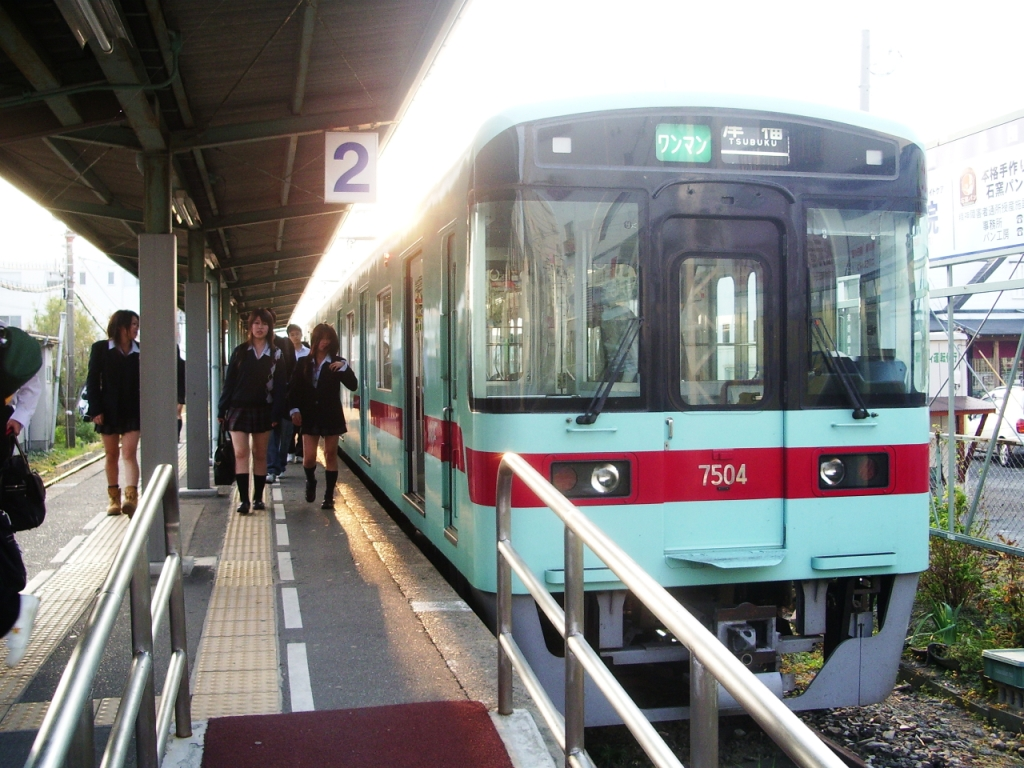
西鉄甘木駅ホームと7000形電車（2006年10月）

島式ホーム1面2線を有する地上駅で、自動券売機、自動改札機が設置されている。西鉄の駅舎としては現存最古の1948年（昭和23年）に建築された。
日中のパターン・ダイヤの時間帯は、1番線と2番線から交互に列車が発車する。
| ホーム | 路線        | 行先                       | 備考 |
| ------ | ----------- | -------------------------- | ---- |
| 1･2    | ■西鉄甘木線 | 宮の陣・久留米・大牟田方面 |      |

### 利用状況
2024年度の1日平均乗降人員は1,232人であり、甘木線内では北野駅に次いで第2位。
| 年度               | 1日平均 乗車人員 | 1日平均 乗降人員 |
| ------------------ | ---------------- | ---------------- |
| 2011年（平成23年） |                  | 1,429            |
| 2012年（平成24年） |                  | 1,496            |
| 2013年（平成25年） |                  | 1,466            |
| 2014年（平成26年） |                  | 1,370            |
| 2015年（平成27年） |                  | 1,423            |
| 2016年（平成28年） |                  | 1,352            |
| 2017年（平成29年） |                  | 1,267            |
| 2018年（平成30年） |                  | 1,263            |
| 2019年（令和元年） |                  | 1,238            |
| 2020年（令和02年） |                  | 992              |
| 2021年（令和03年） |                  | 1,068            |
| 2022年（令和04年） |                  | 1,163            |
| 2023年（令和05年） |                  | 1,212            |
| 2024年（令和06年） |                  | 1,232            |

### 隣の駅
西日本鉄道
■甘木線
馬田駅 (A02) - 甘木駅 (A01)

## 甘木鉄道 甘木駅

### 歴史
- 1939年（昭和14年）
  - 4月28日：鉄道省甘木線の駅として開業（当初の読みは「あまき」）[2]。一般駅[2]。
  - 9月20日：読みを「あまぎ」に改称[2]。
- 1984年（昭和59年）2月1日：荷物および貨物の取り扱い廃止[2]。
- 1986年（昭和61年）4月1日：甘木鉄道への転換により同社の駅となる[2][3]。

### 駅構造
島式1面2線のホームを持つ地上駅で自動券売機、記念スタンプ台が設置されている。定期券の発売を行っている。1939年（昭和14年）の建築で、甘木鉄道本社も併設されている。
| ホーム | 路線        | 行先           | 備考 |
| ------ | ----------- | -------------- | ---- |
| 1･2    | ■甘鉄甘木線 | 小郡・基山方面 |      |

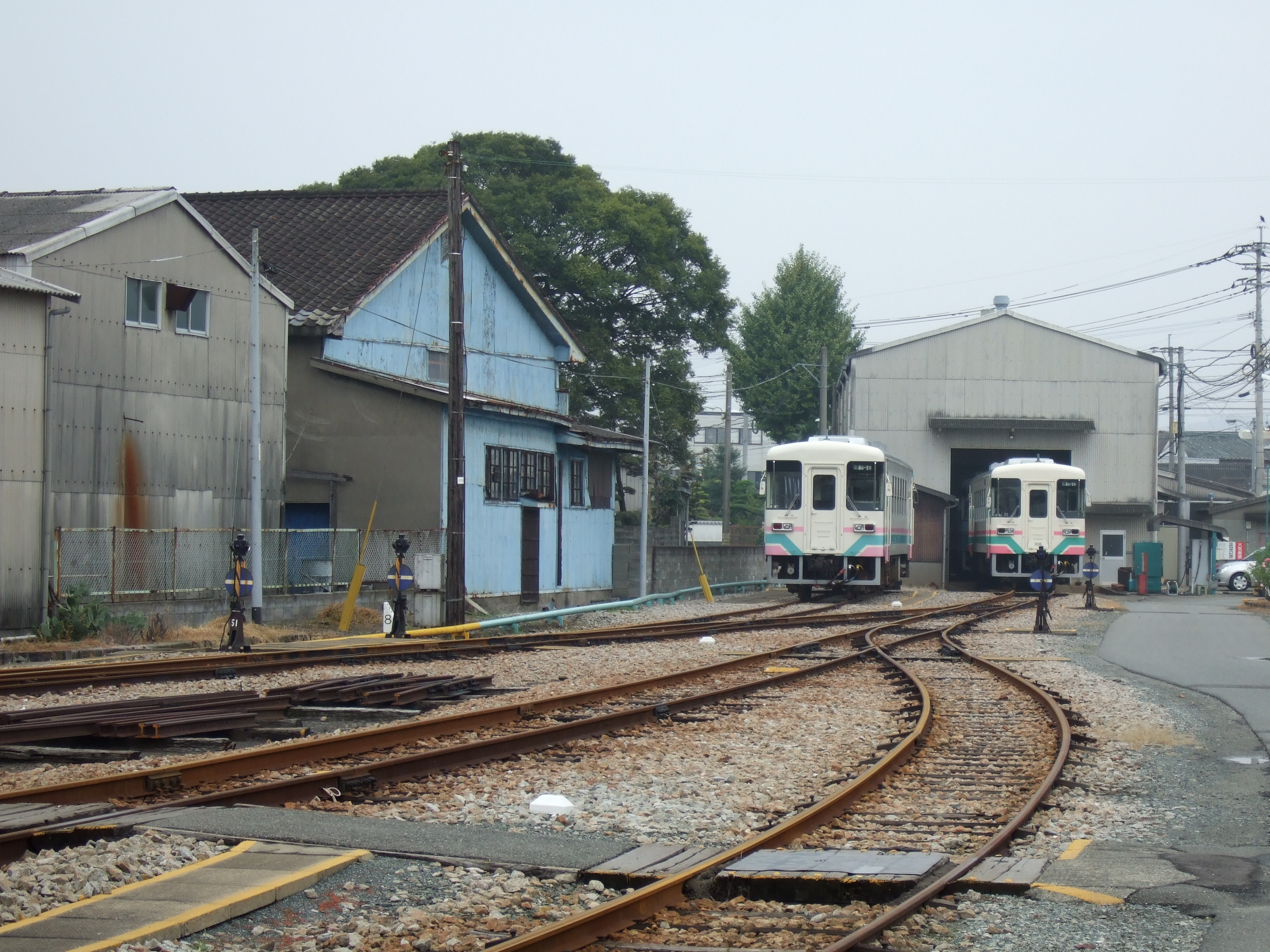
駅構内（2008年11月）
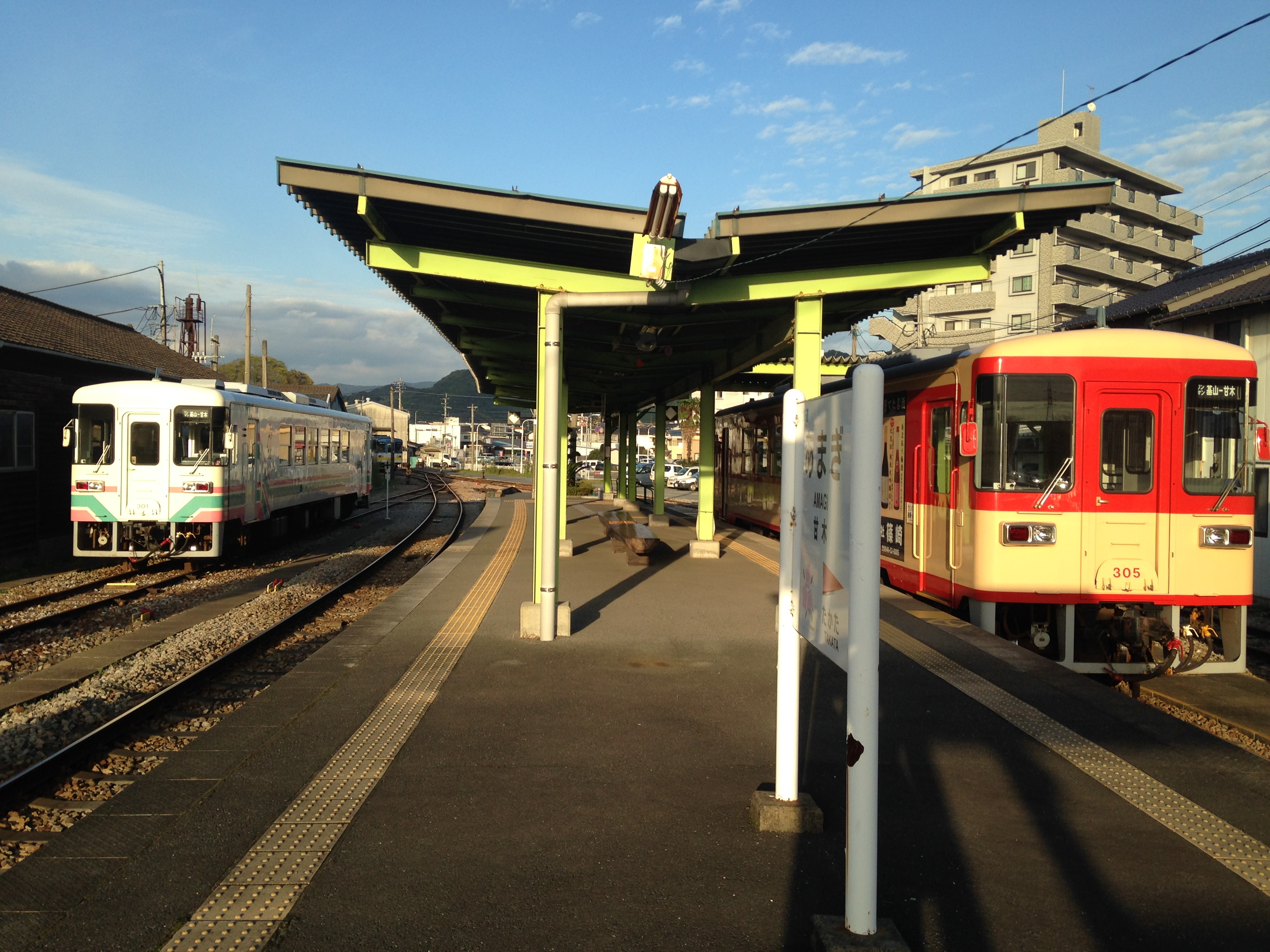
駅ホーム（2015年11月）

### 利用状況
| 乗車人員推移       | 乗車人員推移 |
| 年度               | 1日平均人数  |
| ------------------ | ------------ |
| 2011年（平成23年） | 579          |
| 2012年（平成24年） | 569          |
| 2013年（平成25年） | 609          |
| 2014年（平成26年） | 577          |
| 2015年（平成27年） | 620          |
| 2016年（平成28年） | 617          |
| 2017年（平成29年） | 688          |
| 2018年（平成30年） | 685          |
| 2019年（令和元年） | 695          |
| 2020年（令和02年） | 498          |
| 2021年（令和03年） | 567          |
| 2022年（令和04年） | 650          |
| 2023年（令和05年） | 685          |

### 隣の駅
甘木鉄道
■甘木線
高田駅 - 甘木駅

## 駅周辺
朝倉市の中心市街地は国道386号及び福岡県道・大分県道112号福岡日田線（朝倉街道）沿線にあり、当駅は中心市街地のやや西のはずれに位置している。駅前を国道322号・国道500号が通っている。
- 朝倉市役所（旧:甘木市役所）
- 福岡法務局朝倉支局
- 朝倉公共職業安定所（ハローワーク朝倉）
- 福岡家庭裁判所甘木出張所・甘木簡易裁判所
- 甘木税務署
- 福岡県朝倉警察署
- 天然温泉 卑弥呼ロマンの湯
- 甘木公園
- 甘木アーケード商店街
- ウエルシアプラス朝倉甘木駅前店
- 甘木郵便局
- 甘木駅前郵便局
- 甘木東町郵便局
- 甘木幼稚園
- 生い立つ保育園（甘木鉄道AR100形気動車AR104が保存されている）
- 福岡県立朝倉高等学校
- 福岡県立朝倉東高等学校
- 朝倉市立甘木小学校
- 西鉄バス二日市甘木営業所
- 甘木歴史資料館
- 福岡銀行甘木支店
- 筑邦銀行甘木支店
- 西日本シティ銀行甘木支店
- 福岡中央銀行甘木支店
- 筑後信用金庫甘木支店
- 筑前あさくら農業協同組合
  - 本店
  - 中部農機センター

### バス路線
甘木鉄道側駅前のロータリーに甘木観光バス「甘鉄甘木駅」停留所が設けられており、路線バス運行の拠点となっている。一部の路線は西鉄側駅前の「西鉄甘木駅」停留所にも停車する。福岡・朝倉街道駅・二日市駅・原鶴・杷木方面への西鉄バスは当駅前には発着せず、当駅から800 mほど離れた県道112号沿いにある甘木バスセンターに発着する。
かつて甘木市（当時）市内の路線バスが西日本鉄道により運行されていたころには、駅前に発着するバスの本数が少なく、市内路線バスの大半が甘木バスセンターから発着していたが、2001年4月1日に甘木幹線を除く甘木市内の路線バスが甘木観光バスへ移管された際、甘木バスセンターに代わり甘鉄甘木駅前停留所から発着するようになり、列車とバスの接続の改善が図られている。
- 甘木観光バス
  - 秋月線：甘鉄甘木駅 - 西鉄甘木駅 - 甘木中央 - 秋月 - 野鳥・だんごあん
  - 田主丸線：甘鉄甘木駅 - 甘木中央 - 朝倉医師会病院 - 田主丸中央・田主丸駅・田主丸中央病院
  - 三輪線：甘鉄甘木駅 - 甘木中央 - 甘木インター口 - 三輪それり - めくばーる・三輪小学校前
  - 甘木市街地循環線：甘鉄甘木駅 - 西鉄甘木駅 - 甘木インター口 - 朝倉医師会病院 - 朝倉市役所 - 甘木中央 - 甘鉄甘木駅